# نيكي سيكس
فرانك كارلتون سيرافينو فيرنانا جونيور (Frank Carlton Serafino Feranna Jr.) (مواليد 11 ديسمبر 1958), معروفة مهنيًا باسم نيكي سيكس (بالإنجليزية: Nikki Sixx)‏، هو موسيقي وكاتب غنائي أمريكي. اشتُهر بكونه أحد أعضاء فرقة موتلي كرو، حيثُ يعتبر كاتب الأغاني الرئيس في المجموعة وهو أيضاً عازف على الباس جيتار.

## وصلات خارجية
- نيكي سيكس على موقع IMDb (الإنجليزية)
- نيكي سيكس على موقع ميوزك برينز (الإنجليزية)
- نيكي سيكس على موقع رولينغ ستون (الإنجليزية)
- نيكي سيكس على موقع إن إن دي بي (الإنجليزية)
- نيكي سيكس على موقع أول ميوزيك (الإنجليزية)
- نيكي سيكس على موقع ديسكوغز (الإنجليزية)
- نيكي سيكس على موقع قاعدة بيانات الفيلم (الإنجليزية)
- الموقع الرسمي